# Tagebuch einer Verliebten
Tagebuch einer Verliebten ist ein deutscher Spielfilm in Schwarzweiß aus dem Jahr 1953 von Josef von Báky. Das Drehbuch verfassten Emil Burri und Johannes Mario Simmel. Es basiert auf dem Roman „Ich an mich“ von Dinah Nelken. Die Hauptrollen sind mit Maria Schell und O. W. Fischer besetzt. Ins Kino kam der Streifen erstmals am 19. Oktober 1953.

## Handlung
Deutschland in den frühen 1950er Jahren. Ausgerechnet an ihrem siebten Hochzeitstag entdeckt Barbara in der Rocktasche ihres Gatten zwei benutzte Schlafwagenkarten, lautend auf Paul und Barbara Holzmann. Dabei weiß sie ganz genau, dass sie nicht jene Frau Holzmann war, die Paul begleitete. Mit diesem Vorwurf konfrontiert, sprüht Paul vor Charme und versucht, seine Frau zu beschwichtigen. Es hilft aber nichts; Barbara packt die Koffer und fährt – wie sie das immer in solchen Fällen zu tun pflegt – ins Kurbad Salzbronnen zu ihrer „Oma Sanitätsrat“. Deren verstorbener Gatte hatte einst in der Gemeinde die Bitterwasserkur begründet, und der Ruhm des Sanitätsrates färbt bis heute auf die Witwe ab. Die alte Dame glaubt fest an die Astrologie. So ist es nicht verwunderlich, dass Barbara bereits von ihr erwartet wird. Barbara betont gleich, sie habe die Weibergeschichten ihres Mannes endgültig satt und werde nie mehr zu ihm zurückkehren. Lange hält dieser Vorsatz jedoch nicht an, denn schon bald darauf steht ihr Mann vor der Tür und erklärt, eine größere Summe im Fußball-Toto gewonnen zu haben, weshalb er mit ihr eine Reise machen wolle. Aller Ärger ist vergessen. Gemeinsam fährt das Paar nach Lindau.
In dem kleinen Hotel am Bodensee fühlt sich Barbara so wohl, als erlebe sie ihre zweite Hochzeitsreise. Dies ändert sich jedoch jäh, als ihr der Postbote einen Brief übergibt, sie möge doch im Fundbüro der Bahn ihren Schirm abholen, den sie im Schlafwagenabteil vergessen habe. Ohne auf ihren Mann zu warten, verlässt sie das Hotel. Jetzt erinnert sie sich wieder einmal ihres Jugendfreundes Nicola aus Stresa am Lago Maggiore.
Nicola bereitet Barbara einen begeisterten Empfang. Er ist längst nicht mehr der romantische Träumer aus den Nachkriegstagen; vielmehr hat er sich zu einem tüchtigen Geschäftsmann gewandelt, der gut vom boomenden Tourismus lebt. Seine Liebe zu der schönen Deutschen flackert sofort wieder auf. Nach vielen glücklich verbrachten Wochen leitet wieder einmal ein Brief die Wende ein: Er stammt von Fräulein Bumke, Barbaras Haushälterin. Sie habe gekündigt, weil sie es in dem Chaos, das seit ihrem Auszug in der Wohnung herrsche, nicht mehr aushalte. Und wenn sich ihr Sohn Karli einmal zu einem Verbrecher entwickeln sollte, wäre dies nicht verwunderlich. Diese Nachricht versetzt Barbara einen heftigen Schlag. Jetzt denkt sie nur noch an ihr Kind. Hals über Kopf verlässt sie Italien.
Im Münchner Hauptbahnhof trifft Barbara auf ihren Mann, der gerade dabei ist, den etwas verwahrlosten Karli zur Oma zu bringen. Nun machen sie die Fahrt gemeinsam. Am Ziel teilt ihnen ihr gemeinsamer Rechtsanwalt Hugendübel mit, dass die Scheidung ausgesprochen worden sei. Gerade diese „Schreckensnachricht“ hat den beiden gefehlt. Nun begreifen sie, dass sie füreinander bestimmt sind und keiner ohne den anderen leben kann. Drei Wochen später heiraten sie erneut.

## Ergänzungen
Die Musik zu dem Streifen stammt von dem österreichischen Komponisten Alois Melichar. Dabei verwendete er auch die im Film zu hörenden Lieder
- Ohne Liebe kann ich nicht leben! komponiert von A. Christie nach einem Text von Günther Schwenn und
- Isola Bella im Lago Maggiore von einem unbekannten Textdichter nach einer Melodie von Paul Lincke

Die Außenaufnahmen entstanden an den Originalschauplätzen, vor allem am Bodensee und am Lago Maggiore (in Italien), die Innenaufnahmen im Filmatelier Göttingen. Die Bauten wurden von den Filmarchitekten Gabriel Pellon und Hans-Jürgen Kiebach entworfen. Brigitte Scholz schuf die Kostüme. Produzent Karl Julius Fritzsche und Conrad Flockner fungierten als Produktionsleiter.

## Kritik
Das Lexikon des internationalen Films zieht folgendes Fazit: „Eine besonders hastig fabrizierte Vorlage für eine Ehekomödie, um die Kassenerfolge 1951/52 mit dem Schauspielerpaar O. W. Fischer und Maria Schell fortzusetzen. Beide, und ebenso die Regie, geben der platt-verfänglichen Farce den Anschein von Niveau.“

## Quelle
- Programm zum Film: Das Neue Film-Programm, erschienen im gleichnamigen Verlag von H. Klemmer & Co., Neustadt an der Weinstraße, ohne Nummernangabe